# Мананкова Олена Вадимівна
Олена Вадимівна Мананкова (нар. 18 травня 1995) — українська волейболістка, майстер спорту України. Бронзова призерка Літніх Паралімпійських ігор 2012 року.
Займається у секції волейболу Дніпропетровського обласного центру «Інваспорт».
Користується інвалідним візком.